# Erich Deppermann
Erich Deppermann (* 30. Juni 1902 in Bielefeld; † 17. August 1963 in Brackwede) war ein deutscher Politiker (SPD).

## Leben
Nach der Volksschule arbeitete Deppermann bis 1925 als Dreher. Anschließend war er bis 1935 Musikwarenhändler und Radiomechaniker. Seit 1920 gehörte er der SPD an und war bis 1933 Vorstandsmitglied im Reichsbanner Schwarz-Rot-Gold und Mitglied im Vorstand der Sozialistischen Arbeiterjugend für Ostwestfalen und Lippe. Auf Grund seiner politischen Tätigkeit war er in den Jahren 1936 und 1937 in den Konzentrationslagern Esterwegen und Sachsenhausen inhaftiert. Nach seiner Freilassung arbeitete Deppermann als Dreher in einer Eisengießerei. Unmittelbar nach Kriegsende arbeitete er dann im Arbeitsamt und wurde wieder politisch aktiv. So war Deppermann seit 1945 Gemeinderatsmitglied in Gadderbaum (heute ein Ortsteil von Bielefeld). Außerdem war er Mitglied des Kreistages Bielefeld-Land. Im Jahr 1946 gehörte er dem ernannten Provinziallandtag für Westfalen an. Im selben Jahr wurde er Mitglied des ernannten Landtages von Nordrhein-Westfalen. Als gewählter Abgeordneter gehörte Deppermann dem Landtag anschließend von der ersten (1947) bis fünften Wahlperiode (1963) an. Bis 1950 war er stellvertretender und dann bis 1962 Vorsitzender des Flüchtlingsausschusses. Daneben war er von 1961 bis 1963 Landrat des Landkreises Bielefeld.